# Daniela Fejerman
Daniela Fejerman, née à Buenos Aires en 1964, est une réalisatrice et scénariste argentine.

## Biographie
Elle est la sœur d'Andy Chango (es).

## Filmographie

### Scénariste
- 2012 : La montaña rusa
- 2011 : Tita Cervera. La baronesa (série télévisée)
- 2009 : Seven Minutes
- 2005 : Semen, a Love Sample
- 2004 : La mirada violeta
- 2003 : El pantano (série télévisée)
- 2002 : Ma mère préfère les femmes (surtout les jeunes…)
- 2000 : I Know Who You Are
- 1999 : Famosos y familia (série télévisée)
- 1999 : El comisario (série télévisée)
- 1999 : Vamos a dejarlo (court-métrage)
- 1997-1998 : Todos los hombres sois iguales (série télévisée)
- 1997 : A mí quién me manda meterme en esto (court-métrage)
- 1996 : La fabulosa historia de Diego Marín

### Réalisatrice
- 2013 : Como alas al viento (mini-série TV)
- 2010 : Supercharly (série TV)
- 2009 : Seven Minutes
- 2007 : El síndrome de Ulises (série TV)
- 2005 : Semen, a Love Sample
- 2002 : Ma mère préfère les femmes (surtout les jeunes…)
- 1999 : Vamos a dejarlo (court-métrage)
- 1997 : A mí quién me manda meterme en esto (court-métrage)

### Actrice
- 2010 : Si bemol (court-métrage) : Elena
- 2009 : Seven Minutes : l'actrice ANGST
- 2009 : Terapia (court-métrage) : Ana
- 2005 : Semen, a Love Sample : la femme enceinte